# Hafez Kasseb
Hafez Kasseb (fl. XX secolo) è stato un calciatore egiziano, di ruolo centrocampista.

## Carriera
Prese parte con la Nazionale egiziana ai Mondiali del 1934.